# Claude Piron
Claude Piron (Namur, Bèlgica, 1931 - Gland, Suïssa, 22 de gener de 2008) fou un psicòleg suís nascut a Bèlgica, molt interessat per les llengües. Diplomat amb títol de l'Escola d'Intèrprets de la Universitat de Ginebra), va ser traductor a l'ONU de xinès, d'anglès, de rus i d'espanyol. Després d'haver deixat les Nacions Unides, treballà per a l'Organització Mundial de la Salut, entre altres a l'Àfrica i a l'Àsia. El 1968 comença a practicar la psicoteràpia, fins a la seva mort, al seu gabinet de Gland (Suïssa), ocupant-se sobretot de la supervisió de joves psicòlegs. Va donar classes a la Facultat de Psicologia i de les Ciències de l'Educació de la Universitat de Ginebra de 1973 a 1994.
Claude Piron va aprendre l'esperanto en la seva infantesa. Va utilitzar aquesta llengua en nombrosos països, incloent-hi el Japó, la Xina, l'Uzbekistan, diversos països de l'Àfrica i de l'Amèrica Llatina, i l'ensenyà a la universitat de San Francisco (San Francisco State University, Humanities, 1981 i 1983). Ha estat membre de l'Acadèmia d'Esperanto. És membre honorari de l'Associació Mundial d'Esperanto i membre de l'Associació d'Escriptors en Esperanto. Publicà nombrosos articles en esperanto, en francès i en anglès en l'àmbit de la psicologia, de la comunicació intercultural, de les llengües en general i de l'esperanto en particular. La seva obra en esperanto comprèn una dotzena de novel·les, nombrosos contes, un recull de poemes i un casset de cançons (traduccions) sota el pseudònim Johan Valano (i Johan Balano per a una obra eròtica), en francès algunes obres sobre assumptes psicològics, així com un assaig sobre la comunicació lingüística : Le défi des langues - Du gâchis au bon sens [El Desafiament de les llengües - De l'embolic al bon sentit] (París: L'Harmattan, 2a edició 2001).

## Obres pedagògiques
La seva obra més coneguda en aquest àmbit, Gerda malaperis! és sovint utilitzat com a primer llibre de lectura després d'un primer curs d'esperanto. Aquesta petita novel·la policíaca es limita a una gramàtica bàsica i a un vocabulari reduït a les paraules més freqüents als primers capítols, per eixamplar-se progressivament a estructures més complexos i introduir una petita llista de paraules noves a cada capítol.
Altres obres:
- Lasu min paroli plu! (petita novel·la didàctica 1984)
- Vere aŭ fantazie (recull de relats 1989)
- Vivi estas miri (llibre de lectura 1995)
- Kiu estas Jozefo?
- Ili kaptis Elzan.
- Dankon, amiko! (relat fàcil 1990)
- Contes, relats, sobretot en esperanto fàcil

## Assaigs sobre l'esperanto
En «La bona lingvo» (La bona llengua), critica el recurs inútil als neologismes presos a les llengües europees. En contrapartida, defensa la tesi segons la qual l'esperanto és fàcil perquè la seva estructura s'acosta a la del pensament gràcies al seu principi aglutinant que permet expressar-se associant creativament morfemes segons un esquema que és molt a prop del del pensament: l'esperanto, contràriament a totes les llengües naturals, permet, tant en la seva gramàtica com en la formació de les paraules, fiar-se del seu reflex d'assimilació generalitzadora, una llei psicolingüística descrita per Jean Piaget.
Un nen de sis anys que conec, ha dit en la mateixa setmana "florer" per «florista» i "diarer" per «periodista». Per què? Perquè ha assimilat espontàniament el sufix -er de la sèrie «forner, xarcuter, sabater...» i l'ha generalitzat immediatament.
Claude Piron, Confessió d'un boig
Al seu llibre Le défi dels langues - Du gâchis au bon sens ("El desafiament de les llengües - De l'embolic al bon sentit"), i en assaigs com Espéranto : l'image et la reálité ("Esperanto: la imatge i la realitat"), Claude Piron prova d'interessar un gran públic, segons ell poc i mal informat sobre l'esperanto. El primer, aparegut el 1994, és una mena de psicoanàlisi de la política de comunicació internacional. Hi explica per què els Estats prefereixen complicar-se la vida més aviat que de simplificar-se-la i atribueix aquest comportament al que diu la "síndrome de Babel": neurosi social de tipus masoquista persuadint les societats, institucions, elits o responsables polítics que en són atesos que no existeix altre mitjà de superar la barrera de les llengües més que de recórrer al nivell internacional a una llengua nacional fins i tot al preu d'una relació eficàcia / cost completament aberrant: "I si ens prenguessin seriosament els handicaps lingüístics?"
Claude Piron estima que nombroses crítiques d'ordre general fetes a l'esperanto venen del prejudici, ja que provenen de gent que no s'ha pres la molèstia de documentar-se de manera seriosa sobre l'assumpte ni d'estudiar l'esperanto tal com es practica avui en la seva literatura o en les nombroses trobades internacionals. L'esperanto d'avui ja no és el "projecte" que era el 1887 sobre el qual es podria discutir teòricament, sinó una llengua viva amb un segle d'ús al seu actiu, un ús que es deixa observar fàcilment i estudiar, argumenta. Resumeix així nombroses idees de manera comuna admeses a propòsit de l'esperanto :
L'esperanto és una pretesa llengua feta d'ací d'allà a partir d'elements manllevats a les llengües d'Europa occidental, de la qual imita d'altra banda les estructures. És un codi rígid, inexpressiu i sense vida. Ha estat publicat sota una forma completa per un idealista i no pot evolucionar. Sense història, sense literatura, sense poble, aquest sistema no pot servir més que per a intercanvis de baix nivell. És defensat per una grapat de militants a qui falta realisme, que s'imaginen que la pau es desprendria automàticament de l'adopció general d'una llengua universal. Aquesta gent és ridícula, però podrien ser perillosos, ja que la seva acció podria provocar un anivellament per la part baixa i, al cap i a la fi, la mort de les cultures tradicionals, que s'acabarien confonent totes en una grisalla anònima. Feliçment, la seva temptativa ha fracassat, i no hi ha cap oportunitat que aconsegueixi, ja que aquesta pseudollengua no és de fet parlada enlloc. Si ho fos, les diferències d'accent i de substrat impedirien d'altra banda als interlocutors comprendre's.
Consagra el seu assaig Espéranto: l'image et la réalité ("Esperanto: la imatge i la realitat") a intentar respondre-hi punt per punt.
Heus aquí com resumeix el que considera com la realitat de l'esperanto d'avui tal com tot lingüista o antropòleg ho pot estudiar sobre el terreny:
 L'esperanto és una llengua jove, nascuda de la trobada entre un intens desig de comunicació transcultural al si d'una fracció de la població del món i una proposició lingüística elaborada per un jove poliglota que havia posat a punt el seu projecte component poemes i traduint textos de diferents literatures. Adoptat per persones d'orígens ètnics i socials diferents, aquest projecte, servint per a la comunicació, s'ha transformat de manera natural en una llengua viva per un procés col·lectiu, anònim, àmpliament inconscient, fet d'una sèrie d'interaccions i de reajustaments mutus. L'indici d'aglutinació és molt elevat en aquesta llengua, encara que, per certs trets, sigui més a prop de les llengües que aïllen i que la seva base lèxica sigui d'origen europea. Amb una mica més d'un segle d'existència, l'esperanto s'ha dotat d'una literatura més abundant i més diversa que un bon nombre d'altres llengües en el transcurs dels cent primers anys de la seva vida en tant que llengües escrites. En un cert nombre d'àmbits científics, filosòfics i politico-socials pertanyent a la vida moderna, la seva terminologia és més antiga que la de llengües com l'àrab, el suahili i el xinès. El desenvolupament literari de la llengua ha estat afavorit per dos factors: d'una part, l'agilitat d'un idioma on gairebé cada enunciat pot prendre una forma analítica o sintètica, i d'altra banda la facilitat que confereix un mitjà de comunicació seguint de més prop que la majoria de les llengües ètniques el moviment espontani de l'expressió lingüística. El fet que, encara que apresa, la llengua no sigui sentida com a estrangera, li dona, als seus usuaris, un estatut psicològic particular. Utilitzada per una col·lectivitat del tipus diàspora de la qual els membres, repartits en més de cent vint països, són units per una xarxa molt densa de comunicacions, aquesta llengua és utilitzada a la satisfacció dels usuaris en tota mena de reunions, congressos i altres trobades. És el vehicle d'un cert nombre de programes radiofònics regulars i és àmpliament empleada en la correspondència privada i els contactes interpersonals. 

## Obres literàries[calcitació]
- Malmalice (poemes 1977)
- Ĉu li bremsis sufiĉe? (novel·la policíaca 1978)
- Kiel personeco sin strukturas (discurs 1978)
- Ĉu li venis trakosme? (novel·la policíaca 1980)
- Ĉu ni kunvenis vane? (novel·la policíaca 1982)
- Ĉu ŝi mortu tra-fike? (novel·la policíaca 1982)
- Ĉu rakonti novele? (contes policíacs 1986)
- Sen pardono (manual 1988)
- Esperanto el la vidpunkto de verkisto (tríptic 1992)
- La Dorsosako de Panjo Rut' (amb Sándor Bakó, contes, 1995)
- Tien (novel·la de ciència-ficció 1997)
- Tiaj ni estas (amb Sándor J. Bako, contes)
- La kisa malsano. «Tiaj ni estas», Volum 2 (amb Sándor J. Bako, contes 2001)
- La meteoro. «Tiaj ni estas», Volum 3 (amb Sándor J. Bako, contes 2002)